# Jaula pombalina

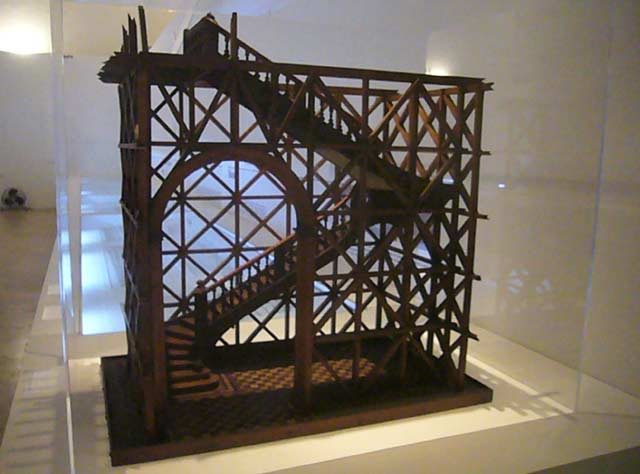
Maqueta de una jaula pombalina

La jaula pombalina, gayola o gaiola pombalina («gaiola pombalina» en portugués) es un sistema constructivo antisísmico utilizado en la Baixa Pombalina de Lisboa tras el terremoto de 1755. La gayola pombalina es una estructura tridimensional de madera incorporada a muros de mampostería .
El terremoto de 1755 demostró la fragilidad de las construcciones de mampostería ya que tenían muy baja capacidad para absorber y disipar la energía liberada por la catástrofe. La estructura de madera se inspiró en los métodos de construcción navales. La madera, al ser flexible, tenía una alta capacidad para resistir fuerzas de tracción y compresión en un medio constantemente agitado. 
Por otro lado, la mampostería resultó más eficaz para resistir los incendios. La solución de incorporar la estructura de madera a los muros de mampostería combinaba las ventajas de los dos tipos de construcción.
Este tipo de estructura es una creación de la arquitectura urbana pombalina . No se conservan ejemplos de la época que especifiquen con precisión su construcción.
La función de la jaula es proteger contra futuros terremotos.